# Miozän
| ❮ | System      | Serie   | Stufe        | ≈ Alter (mya) |
| ❮ | später      | später  | später       | jünger        |
| - | ----------- | ------- | ------------ | ------------- |
| ❮ | N e o g e n | Pliozän | Piacenzium   | 2,588 ⬍ 3,6   |
| ❮ | N e o g e n | Pliozän | Zancleum     | 3,6 ⬍ 5,333   |
| ❮ | N e o g e n | Miozän  | Messinium    | 5,333 ⬍ 7,246 |
| ❮ | N e o g e n | Miozän  | Tortonium    | 7,246 ⬍ 11,62 |
| ❮ | N e o g e n | Miozän  | Serravallium | 11,62 ⬍ 13,82 |
| ❮ | N e o g e n | Miozän  | Langhium     | 13,82 ⬍ 15,97 |
| ❮ | N e o g e n | Miozän  | Burdigalium  | 15,97 ⬍ 20,44 |
| ❮ | N e o g e n | Miozän  | Aquitanium   | 20,44 ⬍ 23,03 |
| ❮ | früher      | früher  | früher       | älter         |

Das Miozän ist in der Erdgeschichte eine chronostratigraphische Serie des Neogens, vor der Systemaufteilung Teil des Tertiärs. Es begann vor etwa 23,03 Millionen Jahren und endete vor etwa 5,333 Millionen Jahren. Vor dem Miozän liegt die Serie des Oligozäns, des jüngsten Abschnitts des Paläogens. Nach dem Miozän folgt die Serie des Pliozäns.

## Namensgebung und Geschichte
Der Name wurde von Charles Lyell in den 1830er Jahren geprägt und leitet sich von griech. μείων meiōn „kleiner, geringer, weniger“ und καινός kainos „neu, ungewöhnlich“ her.

## Definition und GSSP
Die untere Grenze des Miozäns (und auch der Stufe des Aquitaniums) wird durch folgende Ereignisse in der Erdgeschichte definiert: Basis der Magnetischen Polaritäts-Chronozone C6Cn.2n, Erstauftreten der Foraminiferen-Art Paragloborotalia kugleri und Aussterben der kalkigen Nannoplankton-Art Reticulofenestra bisecta (Basis der Nannoplankton-Zone NN1). Die Obergrenze (und zugleich die Obergrenze der Messinium-Stufe bzw. die Untergrenze der Zancleum-Stufe) wird durch das obere Ende der Magnetischen Polaritäts-Chronozone C3r (rund 100.000 Jahre vor der Thvera normal-polaren Subchronozone C3n.4n) markiert. Knapp oberhalb der Grenze liegen der Aussterbehorizont der kalkigen Nannoplankton-Art Triquetrorhabdulus rugosus (Basis der CN10b-Zone) und das Erstauftreten der kalkigen Nannoplankton-Art Ceratolithus acutus. Der GSSP (globale Eichpunkt) für die Basis des Miozäns (und der Aquitanium-Stufe) liegt in der Nähe von Carrosio nördlich von Genua in Italien.

## Untergliederung

### Global
Das Miozän wird chronostratigraphisch derzeit in drei Unterserien und sechs Stufen unterteilt:
- Serie: Miozän (23.03–5.333 mya)
  - Unterserie: Oberes Miozän oder Obermiozän
    - Stufe: Messinium (7.246–5.333 mya)
    - Stufe: Tortonium (11.62–7.246 mya)

  - Unterserie: Mittleres Miozän oder Mittelmiozän (ehemalig auch Helvetium)[1]
    - Stufe: Serravallium (13.82–11.62 mya)
    - Stufe: Langhium (15.97–13.82 mya)

  - Unterserie: Unteres Miozän oder Untermiozän
    - Stufe: Burdigalium (20.44–15.97 mya)
    - Stufe: Aquitanium (23.03–20.44 mya)

### Regional
Im Miozän kamen in den Meeresbecken Europas mächtige Sedimentabfolgen zur Ablagerung. Da einige dieser Abfolgen aufgrund ihrer speziellen (endemischen) Makrofossilfauna nur sehr schwierig mit den internationalen Stufen zu korrelieren sind, wurden für die zentrale Paratethys (Wiener Becken und Pannonisches Becken) und für das Nordwesteuropäische Tertiärbecken (Nordsee-Becken i. w. S.) eigene, regionale Stufen mit entsprechenden Leitfossilien vorgeschlagen. Für die zentrale Paratethys lautet die Stufengliederung:
- Pontium (entspricht ungefähr dem Messinium)
- Pannonium (entspricht dem Tortonium)
- Sarmatium (oberer Teil des Serravalliums)
- Badenium (Langhium und unterer Teil des Serravalliums)
- Karpatium (oberer Teil des Burdigaliums)
- Ottnangium (mittlerer Teil des Burdigaliums)
- Eggenburgium (unterer Teil des Burdigaliums)
- Egerium (oberer Teil des Chattiums und Aquitanium; Beginn folglich schon im Oligozän, 25,8 mya)

Für das Nordwesteuropäische Tertiärbecken wurde folgende Gliederung vorgeschlagen (und verwendet):
- Oberes Miozän:
  - Syltium (entspricht ungefähr dem Messinium)
  - Gramium (reicht vom oberen Serravallium bis ins Tortonium)
- Mittleres Miozän:
  - Langenfeldium (mittlerer Teil des Serravalliums)
  - Reinbekium (größter Teil des Langhiums bis unterer Teil des Serravalliums)
- Unteres Miozän:
  - Hemmoorium (oberer Teil der Burdigalium-Stufe bis unterster Teil des Langhiums)
  - Vierlandium (Aquitanium bis Burdigalium)

## Paläogeographie
Seit dem Erdmittelalter waren die Kontinente auseinandergedriftet, wobei sich zunächst Laurasia vom Südkontinent Gondwana getrennt hatte und schließlich beide Landmassen in die heutigen Kontinente zerbrachen. Im späten Eozän löste sich Antarktika von Australien und in der Folge von Südamerika. Dadurch entstand im Südpolarmeer die stärkste Meeresströmung der Erde, der Antarktische Zirkumpolarstrom, der Antarktika von nun an im Uhrzeigersinn umkreiste, den Kontinent von der Zufuhr wärmeren Meerwassers abschnitt und die Grundlage für die Bildung des Antarktischen Eisschildes schuf. Im Miozän waren Südamerika, Afrika, Australien und Antarktika bereits eigenständige Inselkontinente.
Das Miozän gilt als Zeitalter der Gebirgsbildungen, verursacht durch den Zusammenschluss verschiedener Kontinentalplatten. So schob sich die Indische Platte, die bereits im frühen Eozän mit der Eurasischen Platte kollidiert war, während des Miozäns immer weiter nach Norden. Der Prozess der Himalaya-Auffaltung reicht dabei bis in die geologische Gegenwart und wird sich auch in der Zukunft fortsetzen. Ähnliches gilt für die Afrikanische Platte, die sich im Miozän ebenfalls weiter nordwärts verlagerte. Dies führte zur Verkleinerung des Tethysmeeres und zur Entstehung des Zagrosgebirges und der Alpen. Auch in Nordamerika war das Miozän in Bezug auf die Rocky Mountains vorläufiger Höhepunkt und Abschluss einer intensiven Gebirgsbildungsphase.

## Klima, Ozeane und Vegetation
Im Miozän herrschte global ein warmes Klima, das jedoch relativ starken Schwankungen unterworfen war. Im Klimaoptimum des Miozäns vor 17 bis 15 Millionen Jahren, das sehr wahrscheinlich durch die lang anhaltenden CO2-Ausgasungen des Columbia-Plateaubasalts forciert wurde, verlor der Antarktische Eisschild, der seit dem Übergang vom Eozän zum Oligozän existierte, einen Teil seiner Masse, ohne indes ganz abzuschmelzen. Simulationen unter Einbeziehung der damaligen atmosphärischen Bedingungen deuten darauf hin, dass die Kernbereiche des Ostantarktischen Eisschilds von der Erwärmungsphase im Mittleren Miozän kaum betroffen waren. Auf dem Höhepunkt des Klimaoptimums stieg der atmosphärische CO2-Gehalt von 350 ppm am Beginn der Epoche kurzzeitig auf 500 bis 600 ppm. Im Zuge der globalen Erwärmung wurden weite Teile Südeuropas, etwa das Rhone-Becken und das Tagus-Becken, von Flachmeeren überflutet. Dies hatte zur Folge, dass Teile Europas in kleinere Inseln zerfielen. Auch bestand eine Verbindung vom Mittelmeer zum Indischen Ozean. In dieser Zeit stiegen die Wassertemperaturen der Tiefsee auf 7 °C (vorher etwa 3 °C).
Bereits im frühen Miozän reichten warmtemperierte bis subtropische Klimazonen bis in nördliche Breitengrade. Die Pflanzengesellschaften des frühen Miozäns, die in den Braunkohleschichten in Brandon (Vermont, USA) überliefert sind, weisen auf jährliche Durchschnittstemperaturen in diesem Gebiet von etwa 17 °C hin. Heute liegt die Durchschnittstemperatur in Vermont bei lediglich 7,6 °C. In der kanadischen Arktis, auf bis zu 75° nördlicher Breite, wo heute Permafrostböden und Tundren dominieren, war das Klima im frühen Miozän ebenfalls deutlich milder als gegenwärtig. Auf Devon Island bestand die Vegetation aus Wäldern kühl-gemäßigter Breiten, was einer jährlichen Durchschnittstemperatur von 11 bis 15 °C entspräche. In den Rocky Mountains und im Gebiet des Großen Beckens im Westen der heutigen USA dominierten im frühen Miozän Strauch- und Waldlandschaften, bei Anchorage in Alaska gediehen Zürgelbäume, Eichen, Walnussbäume, Magnolien und andere Baumarten. Auch in den übrigen Teilen der Erde war das Klima im frühen und mittleren Miozän wesentlich wärmer und feuchter als heute. In Europa wuchsen immergrüne Laubwälder aus Eichen, Lorbeergewächsen, Magnolien, Kiefern, Feigen und Rattanpalmen, die ein subtropisches Klima nahelegen. An den Küsten der europäischen Inselwelt gediehen Mangroven, und in den warmen Meeren, die eine Oberflächentemperatur von etwa 25 bis 27 °C aufwiesen, etablierten sich wieder Korallenriffe, die im Oligozän vorübergehend verschwunden waren.
Unter dem Einfluss starker Erosions- und Verwitterungsprozesse sank die CO2-Konzentration am Ende des miozänen Klimaoptimums vor 14,8 Millionen Jahren unter 400 ppm, und es begann eine kühlere Klimaphase mit einem erneuten Wachstum des Antarktischen Eisschilds. Dennoch lagen vor 14 bis 12,8 Millionen Jahren die Temperaturen in der Antarktis immer noch 25 °C bis 30 °C über dem gegenwärtigen Niveau, ehe die Region von einem Kälteeinbruch erfasst wurde.
Im weiteren Verlauf des Miozäns herrschte in großen Teilen Europas ein relativ mildes und trockenes Klima. Jedoch entwickelten sich in der Zeit vor 10,2 bis 9,8 Millionen Jahren und anschließend vor 9,0 bis 8,5 Millionen Jahren zwei „Waschküchen-Phasen“, in denen das Klima deutlich subtropischer und feuchter wurde (mit jährlichen Niederschlagsmengen von teilweise über 1500 mm).

## Fauna und Flora
Während des Miozäns entstanden infolge zunehmender Trockenheit erstmals große Savannengebiete. Daran gekoppelt war die globale Verbreitung der in trocken-tropischem Klima deutlich bevorteilten C4-Pflanzen (vor allem Gräser). C4-Pflanzen entstanden wahrscheinlich im unmittelbar vorausgehenden Oligozän in Anpassung an den abnehmenden CO2-Gehalt der Erdatmosphäre. Ein Nebeneffekt des effizienter arbeitenden CO2-Stoffwechsels der C4-Pflanzen ist, dass sie optimale Photosyntheseraten bei höheren Temperaturen erreichen und darüber hinaus mit weniger Wasser auskommen als die entwicklungsgeschichtlich älteren C3-Pflanzen.
Die Tierwelt begann sich im Miozän bereits deutlich der heutigen anzunähern. Die Landbrücke (Isthmus) zwischen Nord- und Südamerika existierte noch nicht, und die südamerikanische Tierwelt war weiterhin isoliert, während sich auf anderen Kontinenten die Vorfahren der heutigen Wölfe, Katzen, Pferde, Hirsche und Kamele entwickelten. Auch die Rüsseltiere erlebten eine Blütezeit. Darüber hinaus existierten im Miozän heute ausgestorbene Säugetiergruppen wie die Chalicotherien und Barbourofeliden sowie mit den Phorusrhacidae und Brontornithidae in Südamerika schließlich den Dromornithidae in Australien eine riesenhafte Avifauna.

## Wirtschaftliche Bedeutung
Die Sedimentgesteine des Miozäns haben Bedeutung für die Energiewirtschaft. So sind im Bereich der Paratethys (u. a. im deutschen Alpenvorland und im Wiener Becken) konventionelle Erdöl- und Erdgaslagerstätten an Sandsteine des Miozäns gebunden, und im südlichen Kaspischen Becken gelten organikreiche miozäne Sedimente (u. a. die „Maykop-Suite“, майкопская свита) als die wichtigsten Muttergesteine für die dortigen konventionellen Lagerstätten. Zudem sind die wirtschaftlich bedeutendsten Braunkohle-Vorkommen Deutschlands, die Rheinische Braunkohle und die Lausitzer Braunkohle, miozänen Alters.

## Nördlinger Ries
Vor etwa 14,6 Millionen Jahren entstand nach einem Meteoriteneinschlag das Nördlinger Ries. Der im Durchmesser etwa 1500 Meter große Meteorit, der beim Aufprall auf die Erdoberfläche nahezu restlos verdampfte, hinterließ einen Impaktkrater von ungefähr 20 × 24 Kilometern Ausdehnung. Nach dem Einschlag bildete sich der 400 km² große Ries-See, der von miozänen Sedimenten allmählich aufgefüllt wurde.
Etwa 40 km davon entfernt befindet sich das Steinheimer Becken, von dem lange vermutet wurde, dass es zum Ries-Ereignis gehört. Neuere Studien legen dagegen eine etwas jüngere Entstehungszeit nahe.